# Lilla Bergholmen
Lilla Bergholmen är en ö i Finland. Den ligger i Finska viken och i kommunen Sibbo i den ekonomiska regionen  Helsingfors i landskapet Nyland, i den södra delen av landet. Ön ligger omkring 18 kilometer nordöst om Helsingfors.
Öns area är 5 hektar och dess största längd är 290 meter i öst-västlig riktning.